# Brendan Brooks
Brendan Brooks, född 26 november 1978 i St. Catharines, Ontario, är en brittisk-kanadensisk professionell ishockeyspelare som spelar för Braehead Clan i EIHL.